# Triple Nine Society
La Triple Nine Society (TNS), fondata nel 1978, è un'associazione volontaria di persone che hanno ottenuto un punteggio uguale o superiore al 99,9 percentile su specifici test supervisionati per misurare il quoziente d'intelligenza. Il 99,9 percentile corrisponde a un QI uguale o superiore a 149 (assumendo come deviazione standard 16) ed a una rarità di una 1 persona su 1000. Questa società può essere comparata con il Mensa International, la più conosciuta e grande "società ad alto QI" che ammette candidati che rientrano nel 98 percentile, corrispondente ad un QI uguale o superiore a 132 in un test supervisionato come il test di Cattell, Culture Fair III (deviazione standard 16).
A marzo 2009, la TNS conta approssimativamente 900 membri residenti in circa 30 nazioni, di cui la maggior parte residenti negli USA. La TNS pubblica un giornale intitolato Vidya che contiene articoli scritti dai membri e riguardanti i temi più disparati. I membri comunicano l'uno con l'altro attraverso mailing-list, una chat settimanale su IRC e attraverso dei meeting; i membri europei hanno creato un gruppo su XING.

La Triple Nine Society è fondata su principi democratici. La TNS incoraggia la libera espressione dei punti di vista di tutti i membri. Questo è il preambolo della costituzione della Triple Nine Society: 
(Triple Nine Society)

## Direttivo
- Thorsten Heitzmann, Direttore[2]
- Heather Preston, Editore[2]

## Membri famosi
- Ronald Hoeflin[3], filosofo
- Mike Keefe[3], vignettista
- Kirk Kirkpatrick[3], imprenditore
- Jack Schaeffer[3], musicista